# Sandister Tei
Sandister Tei é uma profissional de mídia ganense que foi nomeada Wikimedista do Ano em outubro de 2020 pelo cofundador da Wikipédia, Jimmy Wales. Ela é a cofundadora e voluntária ativa do Wikimedia Ghana User Group.

## Biografia
Tei nasceu em Acra, capital do Gana. Ingressou a Achimota School, e mais tarde a Universidade de Gana, onde se formou em geografia e foi premiada com uma bolsa do Grupo Tullow em 2013 para fazer um mestrado em artes em jornalismo internacional na Universidade de Cardife.

### Carreira
Após seu mestrado na Universidade de Cardife, Tei ingressou no canal digital AJ+ da Al Jazira em 2014. Mais tarde, trabalhou brevemente na rádio Joy FM como executiva de mídia social e mudou-se para a Citi FM como jornalista multimídia.
Tei mais tarde se juntou ao show de drive time da Traffic Avenue acompanhando Jessica Opare-Saforo. Ela também foi apresentadora de tendências de tecnologia e mídia social no Citi Breakfast Show.
Além de suas funções na mídia de transmissão, Tei também foi uma treinadora de mídia digital que auxiliou o treinamento para a Young African Leaders Initiative, Voz da América, Gabinete do Prefeito de Acra.

### Na Wikimedia
Tei foi cofundadora do Wikimedia Ghana User Group, uma comunidade de wikimedistas ganenses criada em 2012. Seu trabalho voluntário incluiu o recrutamento de editores na Wikipédia e outras atividades de divulgação. Ela também ajudou a lançar uma campanha para iniciar uma petição sobre a liberdade de panorama em Gana em 2018 na conferência re:publica Acra.

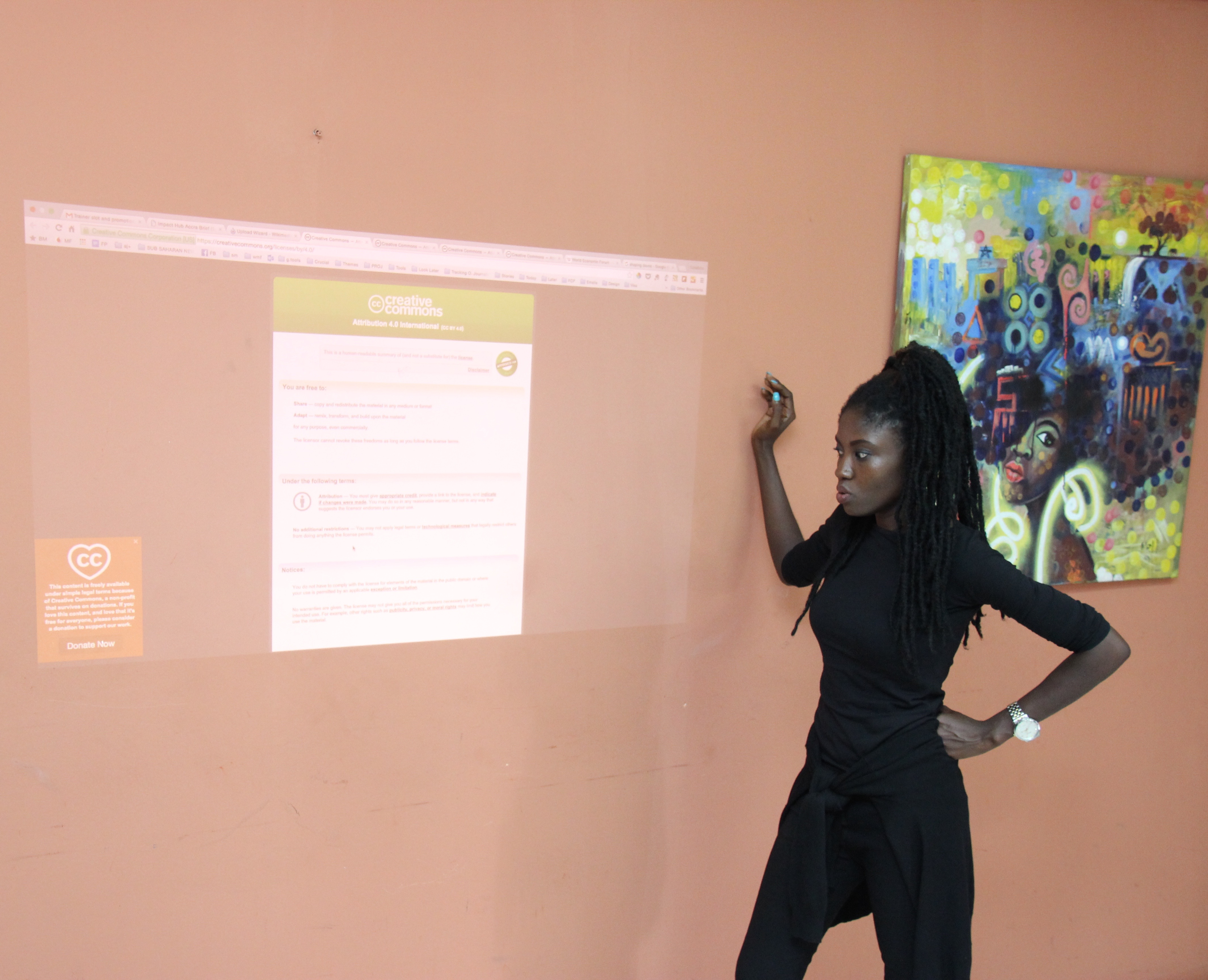
Tei durante uma editatona da Wikimedia em 2016

Ela representou o Wikimedia Ghana User Group em Washington D.C. para conferenciar com os organizadores da Wikimania de 2012 sobre maneiras de aumentar o conteúdo africano na Wikipédia. No ano seguinte, ela compareceu à Wikimania em Hong Kong como parte de um encontro formal de editores africanos, tornando-se a primeira mulher de Gana a participar de tal reunião. Tei também participou do Wikimedia Summit 2019 em Berlim, promovendo um aumento na cobertura de tópicos africanos nos projetos do Movimento Wikimedia. Um de seus principais objetivos era "realinhar" e "experimentar diferentes perspectivas".
Em 15 de outubro de 2020, foi nomeada Wikimedista do Ano pelo cofundador da Wikipédia Jimmy Wales em uma transmissão ao vivo no YouTube e no Facebook. Tei foi elogiada por suas contribuições para a cobertura dos projetos da Wikimedia da pandemia de COVID-19 no Gana, ajudando a manter um registro permanente dos efeitos da pandemia ali. Por causa das restrições de viagem, Wales não pôde entregar pessoalmente o prêmio a Tei de acordo com a prática padrão, mas em vez disso falou com ela em uma ligação surpresa pelo Zoom.

### Outros trabalhos
Enquanto estava no País de Gales, ela foi diagnosticada com depressão e seu tratamento subsequente ajudou a melhorar seu humor e suas notas; ela então fundou o Purple People, um grupo de apoio à saúde mental (agora inativo) para pessoas com transtornos de humor, anos depois de ela mesma ter lutado contra a depressão.